# 三浦基瑛
三浦 基瑛（みうら もとあき、1996年5月28日 - ）は、石川県野々市市出身のプロサッカー選手。Jリーグ・SC相模原所属。ポジションはゴールキーパー（GK）。

## 来歴
遊学館高校、拓殖大学を経て、2019年よりSC相模原へ加入した。
しかし同年は、守護神田中雄大を前に出場は無かった。田中退団後の2020シーズンも新加入の外国人GKビクトル・イバニェスが全試合に出場したため出番は無かった。J2昇格となった2021シーズンはビクトルが移籍、開幕戦こそは竹重安希彦に開幕スタメンを取られるも、第2節からはレギュラーに定着した。しかし新外国人GKのアジェノールが来日するとポジションを失い、控えに回った。しかしアジェノール出場後もチームの状況が上向かなかったことから再び先発に抜擢され、竹重とポジションを争いながら22試合に出場した。だがチームは1年でのJ3降格となった。
2021年12月29日、ツエーゲン金沢へ完全移籍することが発表された。
2023年12月25日、SC相模原へ復帰することが発表された。

## 所属クラブ
ユース経歴
- ヘミニス金沢FC
- 遊学館高等学校
- 拓殖大学

プロ経歴
- 2019年 - 2021年  SC相模原
- 2022年 - 2023年  ツエーゲン金沢
- 2024年 -  SC相模原

## 個人成績
| 国内大会個人成績 | 国内大会個人成績 | 国内大会個人成績 | 国内大会個人成績 | 国内大会個人成績 | 国内大会個人成績 | 国内大会個人成績 | 国内大会個人成績 | 国内大会個人成績 | 国内大会個人成績 | 国内大会個人成績 | 国内大会個人成績 |
| 年度             | クラブ           | 背番号           | リーグ           | リーグ戦         | リーグ戦         | リーグ杯         | リーグ杯         | オープン杯       | オープン杯       | 期間通算         | 期間通算         |
| 年度             | クラブ           | 背番号           | リーグ           | 出場             | 得点             | 出場             | 得点             | 出場             | 得点             | 出場             | 得点             |
| 日本             | 日本             | 日本             | 日本             | リーグ戦         | リーグ戦         | リーグ杯         | リーグ杯         | 天皇杯           | 天皇杯           | 期間通算         | 期間通算         |
| ---------------- | ---------------- | ---------------- | ---------------- | ---------------- | ---------------- | ---------------- | ---------------- | ---------------- | ---------------- | ---------------- | ---------------- |
| 2019             | 相模原           | 16               | J3               | 0                | 0                | -                | -                | -                | -                | 0                | 0                |
| 2020             | 相模原           | 16               | J3               | 0                | 0                | -                | -                | -                | -                | 0                | 0                |
| 2021             | 相模原           | 16               | J2               | 22               | 0                | -                | -                | 2                | 0                | 24               | 0                |
| 2022             | 金沢             | 36               | J2               | 1                | 0                | -                | -                | 2                | 0                | 3                | 0                |
| 2023             | 金沢             | 36               | J2               | 2                | 0                | -                | -                | 0                | 0                | 2                | 0                |
| 2024             | 相模原           | 1                | J3               | 38               | 0                | 0                | 0                | 1                | 0                | 39               | 0                |
| 2025             | 相模原           | 1                | J3               |                  |                  |                  |                  |                  |                  |                  |                  |
| 通算             | 日本             | 日本             | J2               | 25               | 0                | -                | -                | 4                | 0                | 29               | 0                |
| 通算             | 日本             | 日本             | J3               | 38               | 0                | 0                | 0                | 1                | 0                | 39               | 0                |
| 総通算           | 総通算           | 総通算           | 総通算           | 63               | 0                | 0                | 0                | 5                | 0                | 68               | 0                |

出場歴
- Jリーグ初出場 - 2021年3月7日 J2第2節 ザスパクサツ群馬戦 (相模原ギオンスタジアム)